# Kirovka, Nosivka
Kirovka (în ucraineană Кіровка) este un sat în comuna Stepovi Hutorî din raionul Nosivka, regiunea Cernihiv, Ucraina.

## Demografie
Componența lingvistică a localității Kirovka
     Ucraineană (98,46%)
     Rusă (1,54%)
Conform recensământului din 2001, majoritatea populației localității Kirovka era vorbitoare de ucraineană (98,46%), existând în minoritate și vorbitori de rusă (1,54%).